# Rue de Sfax
La rue de Sfax est une voie du 16e arrondissement de Paris, en France.

## Situation et accès
La rue de Sfax est une voie publique située dans le 16e arrondissement de Paris. Elle débute au 95, avenue Raymond-Poincaré et se termine au 10, rue de Sontay.
Le quartier est desservi par la ligne de métro 2 à la station Victor Hugo.

## Origine du nom

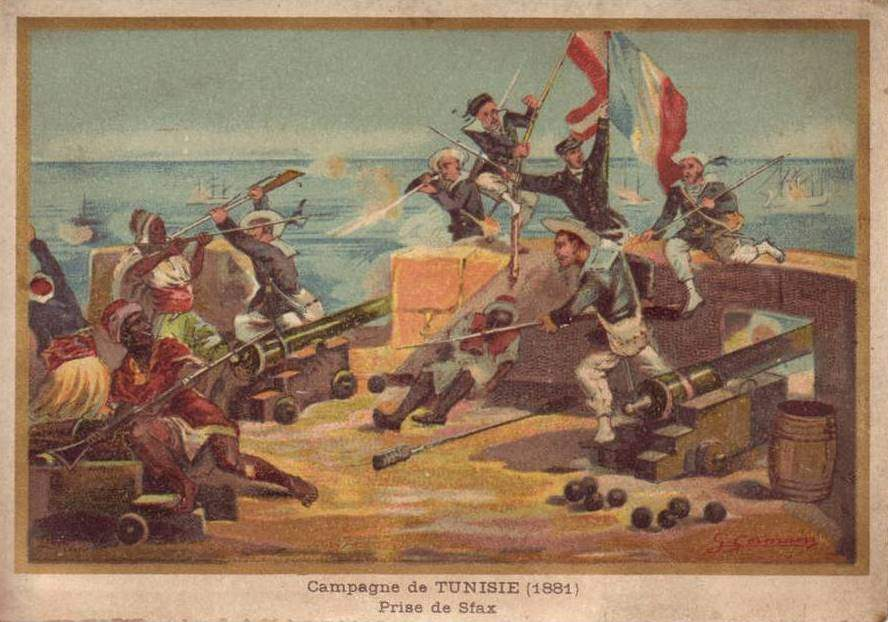
Représentation de la prise de Sfax par Édouard Detaille.

Ce nom rappelle la prise de la ville de Sfax par l’armée française le 16 juillet 1881. Sfax est aujourd'hui la deuxième ville et le centre économique de la Tunisie.

## Historique
Cette voie, ouverte en 1882 sous le nom « rue de Vaudoyer », prend sa dénomination actuelle par un arrêté du préfet de la Seine Eugène Poubelle en date du 27 février 1886 avant d'être classée dans la voirie parisienne par un décret du 10 juin 1891.

## Bâtiments remarquables et lieux de mémoire
- Au no 1 se trouve l'ambassade de Moldavie en France de 1997 à 2010.